# Psel
Psel (også Psjol; ukrainsk: Псeл, tr. Psel; russisk: Псёл, tr. Psjol) er en flod i Belgorod og Kursk oblast i Rusland og Poltava og Sumy oblast i Ukraine. Den er en venstre biflod til Dnepr, med en længde på 717 km, og et afvandingsareal på 22.800 km².
Psjol har sit udspring i de sydøstlige dele af det centralrussiske højland, og løber derfra i vestlig retning. Omtrent ved byen Sumy ændrer den retning mod syd-sydvest og passerer over Poltavaplateauet og munder ud i Kamjanskereservoiret i Dnepr, mellem byerne Krementjuk og Horisjni Plavni. Floden er frosset til fra november til marts.

## Bifloder
Psel har et stort antal bifloder, de største er:
| Venstre biflod | længde (km) | afvandingsområde | Højre biflod | længde (km) | afvandingsområde |
| -------------- | ----------- | ---------------- | ------------ | ----------- | ---------------- |
|                |             |                  | Sudzja       | 63          | Rusland          |
| Khorol         | 308         | Ukraine          | Grun         | 85          | Ukraine          |
| Olesjnja       | 40          | Ukraine          | Ljutenka     | 32          | Ukraine          |
| Hovtva         | 36          | Ukraine          |              |             |                  |

## Kommercielt brug af Psel
Vandgennemstrømningen reguleres vandkraftværker både i Rusland og i Ukraine og vandet anvendes til landbrugs- og industriformål. Flodalen benyttes som landbrugsjord.

### Byer ved Psel
| Rusland - Obojan | Ukraine - Sumy - Hadjatj - Sjysjaky |